# Islandia en los Juegos Olímpicos de Sídney 2000
Islandia estuvo representada en los Juegos Olímpicos de Sídney 2000 por un total de 18 deportistas que compitieron en 5 deportes.  
La portadora de la bandera en la ceremonia de apertura fue la atleta Guðrún Arnardóttir.

## Medallistas
El equipo olímpico islandés obtuvo las siguientes medallas:
| Nombre           | Deporte   | Competición         |
| ---------------- | --------- | ------------------- |
| Oro              |           |                     |
| —                |           |                     |
| Plata            |           |                     |
| —                |           |                     |
| Bronce           |           |                     |
| Vala Flosadóttir | Atletismo | Salto con pértiga F |